# Fourth Drawer Down
Fourth Drawer Down è un album di raccolta del gruppo musicale scozzese Associates, pubblicato nel 1981.

## Tracce
1. White Car in Germany – 5:28
2. A Girl Named Property – 4:56
3. Kitchen Person – 4:53
4. Q Quarters – 4:55
5. Tell Me Easter's on Friday – 4:29
6. The Associate – 5:00
7. Message Oblique Speech – 5:35
8. An Even Whiter Car – 4:45

## Formazione
- Billy Mackenzie – voce
- Alan Rankine – chitarre, tastiere, altri strumenti
- Michael Dempsey – basso
- John Murphy – batteria